# The Collection (Clannad)
The Collection è la prima compilation della discografia del gruppo musicale folk irlandese dei Clannad, pubblicato dalla K-tel Records nel 1986.

## Tracce
Lato A
1. Theme from Harry's Game – 2:28 (Pól Ó Braonáin) – Tratto dall'album: Magical Ring (1983)
2. Closer to Your Heart – 3:29 (Ciarán Ó Braonáin) – Tratto dall'album: Macalla (1985)
3. Lady Marian – 3:20 (Ciarán Ó Braonáin) – Tratto dall'album: Legend (1984)
4. Newgrange – 4:03 (Ciarán Ó Braonáin) – Tratto dall'album: Magical Ring (1983)
5. Mhórag's Na Horo Gheallaidh – 1:40 (Tradizionale, arrangiamento Clannad) – Tratto dall'album: Fuaim (1982)
6. Níl Sé'n Lá – 10:29 (Tradizionale, arrangiamento Clannad) – Tratto dall'album: Clannad in Concert (1978)

Durata totale: 25:29
Lato B
1. Caisleán Óir – 2:10 (Ciarán Ó Braonáin, Pól Ó Braonáin, Máire Ní Bhraonáin) – Tratto dall'album: Macalla (1985)
2. In a Lifetime – 3:06 (Ciarán Ó Braonáin) – Tratto dall'album: Macalla (1985)
3. Now Is Here – 3:35 (Pól Ó Braonáin) – Tratto dall'album: Legend (1984)
4. Na Buachaillí Álainn – 2:58 (Ciarán Ó Braonáin, Pól Ó Braonáin) – Tratto dall'album: Fuaim (1982)
5. Down by the Sally Gardens – 4:45 (Tradizionale, arrangiamento Clannad) – Tratto dall'album: Clannad in Concert (1978)
6. Dúlamán – 4:31 (Tradizionale, arrangiamento Clannad) – Tratto dall'album: Dúlamán (1976)
7. Robin (The Hooded Man) – 2:49 (Ciarán Ó Braonáin) – Tratto dall'album: Legend (1984)

Durata totale: 23:54

## Formazione
- Máire Ní Bhraonáin - arpa, tastiere, voce solista
- Eithne Ní Bhraonáin - voce solista (brani: A5 e B4)
- Ciarán Ó Braonáin - basso, contrabbasso, sintetizzatori, chitarra, tastiere, pianoforte, mandolino, voce
- Pól Ó Braonáin - flauto, chitarra, percussioni, tin whistle, tastiere, bongos, voce
- Pádraig Ó Dúgain - chitarra, mandolino, mandola, armonica, voce
- Noel Ó Dúgain - chitarra, voce

Altri musicisti
- James Delaney - tastiere (brani: A1, A2, A4, B1, B2 e B3)
- Anton Drennan - chitarra elettrica (brano: A2)
- Paul Moran - batteria (brani: A2, B2 e B3)
- Charlie Morgan - batteria (brano: A4)
- Bono - voce (brano: B2)
- Mel Collins - sassofono (brano: B2)
- Pat O'Farrell - chitarra elettrica (brano: B3)